# Bombardement de la base aérienne de Tân Sơn Nhất
Guerre du Viêt Nam
Batailles
Le bombardement de la base aérienne de Tân Sơn Nhất par la branche aérienne de l'Armée populaire vietnamienne eut lieu le 28 avril 1975, deux jours avant la chute de Saïgon. L'opération fut menée par l'escadron Quyet Thang, composé d'avions d'attaque au sol A-37 Dragonfly capturés à l'ARVN et pilotés par des défecteurs sudistes et des Nord-Vietnamiens de la force aérienne populaire vietnamienne, dirigés par Nguyen Thanh Trung, qui avait bombardé un mois auparavant le palais présidentiel de Saïgon.

## Contexte historique
En 1973, lors de la signature des accords de paix de Paris, le Sud-Viêt Nam disposait de la quatrième plus importante force aérienne dans le monde. En dépit de sa taille et de ses effectifs, cependant, ses opérations ont été considérablement réduites à la suite de l'arrêt de la logistique fournie par les États-Unis.
Par ailleurs, le Sud-Viêt Nam ne put mener des missions de reconnaissance et de soutien au sol en raison des redoutables armes anti-aériennes déployées par le Nord. Lorsque les Nord-Vietnamiens lancèrent la campagne Hô-Chi-Minh début 1975, la force aérienne du Sud était gravement handicapée et plusieurs de ses aéronefs ont été perdus ou capturés lorsque l'Armée populaire vietnamienne s'empara des hauts-plateaux centraux lors de la bataille de Buôn Ma Thuột en mars.

## Déroulement du bombardement
En avril 1975, le moral de l'ARVN était au plus bas. Certains de ses membres avaient déserté et fait défection pour rejoindre le camp communiste. Le pilote défecteur Nguyen Thanh Trung utilise ainsi son F-5 Freedom Fighter pour attaquer le palais présidentiel de Saïgon au lieu d'attaquer les troupes nord-vietnamiennes.
Peu de temps après, ce dernier forme un groupe de pilotes et se donne pour mission d'attaquer la base aérienne de Tân Sơn Nhất, qui aura lieu dans l'après midi du 28 avril, entravant les efforts d'évacuation du personnel américain et sud-vietnamien. 3 Fairchild AC-119 et des C-47 furent endommagés ou détruits lors du raid.